# Hroswitha Patera
La Hroswitha Patera è una struttura geologica della superficie di Venere.